# Abundia Corona
L'Abundia Corona è una struttura geologica della superficie di Venere.